# Salinator
Salinator es un género de caracoles pequeños terrestres o semi-marinos de la familia Amphibolidae. Se encuentra en Australia y Sureste Asiático.

## Especies
Género Salinator incluye: 
- Salinator fragilis (Lamarck, 1822)
- Salinator rhamphidia Golding, Ponder & Byrne, 2007
- Salinator rosacea Golding, Ponder & Byrne, 2007
- Salinator tecta Golding, Ponder & Byrne, 2007

Incertae sedis:
- Salinator burmana (Blanford, 1867)
- Salinator sanchezi (Qadras & Möllendorf, 1894)
- Salinator quoyana (Potiez & Michaud, 1838)

sinonimia:
- Salinator solida (Martens, 1878) sinonimia Phallomedusa solida (Martens, 1878)
- Salinator takii Kuroda, 1928 sinonimia Lactiforis takii (Kuroda, 1928)